# Yap Kim Hock
Yap Kim Hock (* 2. Juli 1970 in Muar) ist ein ehemaliger malaysischer Badmintonspieler.

## Karriere
Yap Kim Hock gewann mit Cheah Soon Kit bei Olympia 1996 Silber. Im Finale verloren sie gegen Rexy Mainaky und Ricky Subagja aus Indonesien mit 15-5, 13-15 und 12-15. Cheah Soon Kit gewann des Weiteren unter anderem die Malaysia Open, Hong Kong Open, Japan Open und die Asienmeisterschaften sowie Bronze und Silber bei Weltmeisterschaften.

## Sportliche Erfolge
| Jahr | Veranstaltung       | Disziplin    | Platz | Name                          |
| ---- | ------------------- | ------------ | ----- | ----------------------------- |
| 1992 | Dutch Open          | Herrendoppel | 1     | Tan Kim Her / Yap Kim Hock    |
| 1995 | Asienmeisterschaft  | Herrendoppel | 1     | Cheah Soon Kit / Yap Kim Hock |
| 1995 | Weltmeisterschaft   | Herrendoppel | 3     | Cheah Soon Kit / Yap Kim Hock |
| 1995 | Swiss Open          | Herrendoppel | 3     | Cheah Soon Kit / Yap Kim Hock |
| 1995 | Thailand Open       | Herrendoppel | 2     | Cheah Soon Kit / Yap Kim Hock |
| 1996 | Malaysia Open       | Herrendoppel | 1     | Cheah Soon Kit / Yap Kim Hock |
| 1996 | All England         | Herrendoppel | 2     | Cheah Soon Kit / Yap Kim Hock |
| 1997 | Japan Open          | Herrendoppel | 3     | Cheah Soon Kit / Yap Kim Hock |
| 1997 | All England         | Herrendoppel | 3     | Cheah Soon Kit / Yap Kim Hock |
| 1997 | Weltmeisterschaft   | Herrendoppel | 2     | Cheah Soon Kit / Yap Kim Hock |
| 1998 | Japan Open          | Herrendoppel | 1     | Cheah Soon Kit / Yap Kin Hock |
| 1999 | Hong Kong Open      | Herrendoppel | 1     | Cheah Soon Kit / Yap Kim Hock |
| 1999 | Asienmeisterschaft  | Herrendoppel | 3     | Cheah Soon Kit / Yap Kim Hock |
| 2000 | Chinese Taipei Open | Herrendoppel | 2     | Cheah Soon Kit / Yap Kim Hock |